# Alan Erbert
Alan Erbert (, 16 de março de 1977) é um escritor brasileiro.

## Biografia
Formado em Direito em 2000, iniciou como palestrante no Brasil e em alguns outros países no ano de 1995.[carece de fontes?] Teve seu primeiro livro lançado em âmbito nacional em 2004. É membro da Igreja Batista Central de Santo André desde 2008. Participou em diversas exposições via rádio, televisão e revistas, como a Bienal Internacional do Livro de São Paulo e Rio de Janeiro.
É integrante da União Brasileira de Escritores. Atualmente é articulista da Revista Mundo Evangélico. Seu livro Quem mexeu? Fui eu que mexi!!!, já foi adaptado em roteiro para cinema e, em 2005, inserido na listagem da Bibliografia Brasileira de Literatura Infantil e Juvenil, uma listagem promovida pela Secretaria Municipal de Cultura de São Paulo.

## Obras
- Alan Erbert (2004). Quem mexeu? Fui eu que mexi!!!. [S.l.]: Editora Nobel. ISBN 8521312938
- Alan Erbert (2005). Do outro lado? Ele voltou para contar!!!. [S.l.]: Editora Marco Zero (Nobel). ISBN 8527903830
- Alan Erbert (2010). Convertido. [S.l.]: Editora Livre Expressão
- Alan Erbert (2010). Porque estas coisas acontecem comigo?. [S.l.]: Editora Naos